# Daydream Nation
Albums de Sonic Youth
Sister
(1987) Goo
(1990)
Daydream Nation est un album du groupe Sonic Youth sorti en 1988 sur les labels Enigma et Blast First. Cinquième opus de la formation, il recevra des critiques enthousiastes au moment même de sa sortie, une première dans leur carrière qui leur permettra de signer sur une "major" l'année suivante, à savoir DGC Records. Ce sera leur seul double album.
Pièce marquante de leur discographie, il sera récompensé plusieurs fois et listé parmi les "grands albums" de la presse spécialisée (tels que Rolling Stone, NME, ou encore Les 1001 albums qu'il faut avoir écoutés dans sa vie) et de personnalités publiques (Robert Christgau, éminent critique musical pour Village Voice (magazine culturel qui listera également l'album dans sa liste annuelle en 1988) et Kurt Cobain dans sa fameuse liste personnelle),,.
En 2006, l'album est inclus par la Bibliothèque du Congrès américaine dans son registre national des enregistrements, qui fait office de "patrimoine sonore" du territoire.

## Enregistrement
Mi-1988, le groupe entre dans les studios new-yorkais "Greene Street" accompagné du producteur Nick Sansano. Peu familier à l'univers du groupe et plus habitué aux sons pop-rap, celui-ci expose aux musiciens ses derniers travaux (Public Enemy, Rob Base and DJ E-Z Rock) pour parvenir à un terrain d'entente.
Ainsi, selon le magazine américain Michigan Daily, « sur Teenage Riot, [ Thurston Moore et Lee Ranaldo ] ont échangé leurs parties de guitare, et les ont jouées comme sous la menace de bombes à retardement. Cette quête de bruit [les] a amené à jouer comme l'entendait Sansano, pas tout à fait en rythme. Résultat, la piste donne une impression de dissonance car pendant sept minutes, pas une seule seconde de vide ne s'aligne ».
Finalement, la facture s’élèvera à 30 000$ pour les deux mois d'enregistrement (1000$ la journée, l'avantage résidant notamment dans sa proximité avec les résidences des musiciens), « notre premier disque coûtant » selon Thurston. Malgré cet investissement et bien que globalement satisfaits de leur travail, cet album ne leur apparaît pas comme « [leur] meilleur travail ou un chef-d'œuvre ou quoi que ce soit » (selon Kim), Lee ajoutant que Sister, l'album précédent, semblait être à ce titre plus marquant,.

## Aspect artistique
La pochette est l’œuvre du peintre allemand Gerhard Richter, un tableau intitulé "Kerze" (bougie) datant de 1983. C'est une référence directe au morceau Candle, dont la ligne « tonight's the day » fut le titre provisoire de l'album. Finalement, celui-ci tirera son origine de la chanson Hyperstation.
Musicalement, le groupe poursuit ses expérimentations, explorant toujours plus loin le concept de dissonance et pour ce faire, les accordages non conventionnels. Ainsi, Lee écrira les chansons Eric's Trip et Hey Joni sur un accordage EBEEAB (proche du EBEEAE utilisé notamment par la chanteuse Joni Mitchell qui inspirera le titre sus-nommé), et inventera même le sien sur Candle et Silver Rocket,.
Eric's Trip est notable à plus d'un titre : la guitare utilisée par Thurston pour l'enregistrement et les interprétations live du morceau était un modèle unique, "préparé" par ses soins à l'aide d'une baguette de batterie. Le texte est directement tiré d'une scène de "Chelsea Girls", film d'Andy Warhol, durant laquelle l'acteur Eric Emerson s'exprime sous l'emprise de LSD. L'évocation de ce personnage sera un thème récurrent pour le groupe.
Enfin, elle constitue l'une des 3 chansons chantées par Lee sur cet album, marquant un renouveau dans le partage de l'écriture, monopole initial de Thurston et Kim.
Pour l'écriture de The Sprawl, Kim s'inspire de l’œuvre des écrivains William Gibson (un sprawl désigne un environnement ultra-urbanisé, c'est un élément-clef de l’œuvre de Gibson, lequel est souvent cité chez Sonic Youth) et de Denis Johnson (plus précisément du roman "The Stars at Noon", dont est tiré l'intégralité du premier couplet).
Providence est un morceau hybride, constitué d'un message vocal de Mike Watt (proche du groupe, bassiste et fondateur des Minutemen, puis Firehose) laissé à l'intention de Thurston (« Tu as retrouvé tes affaires ? Lève le pied sur la "mota" (la marijuana) mec, ta mémoire en prend un sale coup ») sur lequel ce dernier a rajouté une partie de piano.
Mi-août, le sessions d'enregistrement atteignent leur échéance alors que le mastering final était prévu au 18 de ce mois. Moyennement satisfaite de ses dernières performances vocales, Kim tient à poursuivre le travail jusqu'au bout, et le groupe peaufine l'album durant une intense session qui durera toute la nuit et qui verra naitre l'éminente Trilogy, clôture mémorable de l'album composée de 3 titres liés par un accordage similaire (GGDDD#D# pour Thurston et GGC#DGG pour Lee),.

## Liste des titres

### Version originale
1. Teen Age Riot - 6:57
2. Silver Rocket - 3:47
3. The Sprawl - 7:42
---
4. 'Cross the Breeze - 7:00
5. Eric's Trip - 3:48
6. Total Trash - 7:33
---
7. Hey Joni - 4:23
8. Providence - 2:41
9. Candle - 4:58
10. Rain King - 4:39
---
11. Kissability - 3:08
12. Trilogy: - 14:06
  - a) The Wonder - 4:15
  - b) Hyperstation - 7:13
  - z) Eliminator Jr. - 2:37

### Version deluxe
Daydream Nation Deluxe Édition est une réédition de l'album Daydream Nation de Sonic Youth dans le format Deluxe publiée en 2007 sur Geffen. Un total de 4 LPs Elle contiennent l'album original remasterisé, un titre dans sa version démo, l'intégralité de l'album en public et des reprises. 

On retrouve donc en sus : 
Live Daydream
1. The Sprawl - 8:27
2. 'Cross The Breeze - 5:54
3. Hey Joni - 3:38
4. Silver Rocket - 4:19
---
5. Kissability - 2:19
6. Eric's Trip - 3:05
7. Candle - 5:04
8. The Wonder - 4:02
9. Hyperstation - 6:14
---
10. Eliminator Jr. - 2:29
11. Providence - 1:47
12. Teen Age Riot - 4:37
13. Rain King - 4:06
14. Totally Trashed - 1:57
15. Total Trash - 5:18

Cover songs
1. Within You Whithout You (The Beatles) - 4:58
2. Touch Me I'm Sick (Mudhoney) - 2:33
3. Computer Age (Neil Young) - 5:12
4. Electricity (Captain Beefheart and his Magic Band) - 2:46
5. Eric's Trip (home demo) - 2:27

## Personnel

### Musique
- Kim Gordon - Guitare basse/Chant
- Thurston Moore - Guitare/Chant
- Lee Ranaldo - Guitare/Chant
- Steve Shelley - Batterie
- Mike Watt - Piano et voix sur Providence

### Production
- Nick Sansano
- Dave Swanson, Matt Tritto – assistants
- Howie Weinberg – mastering
- Michael Lavine – photographie